# Katedra Świętych Konstantyna i Heleny w Perth
Katedra Świętych Konstantyna i Heleny – prawosławna cerkiew parafialna w Perth, w jurysdykcji Arcybiskupstwa Australii Patriarchatu Konstantynopolitańskiego.
Świątynia znajduje się w dzielnicy Northbridge. Zbudowana w latach 1937–1939. Architektonicznie wzorowana na cerkwi św. Konstantyna w Kastelorizo. Wnętrze zdobią freski wykonane przez greckich artystów. Większość cerkiewnych ikon napisał urodzony w Kastelorizo Blaise Vanalis.
Przy cerkwi działa Centrum Greckiej Społeczności Australii Zachodniej.

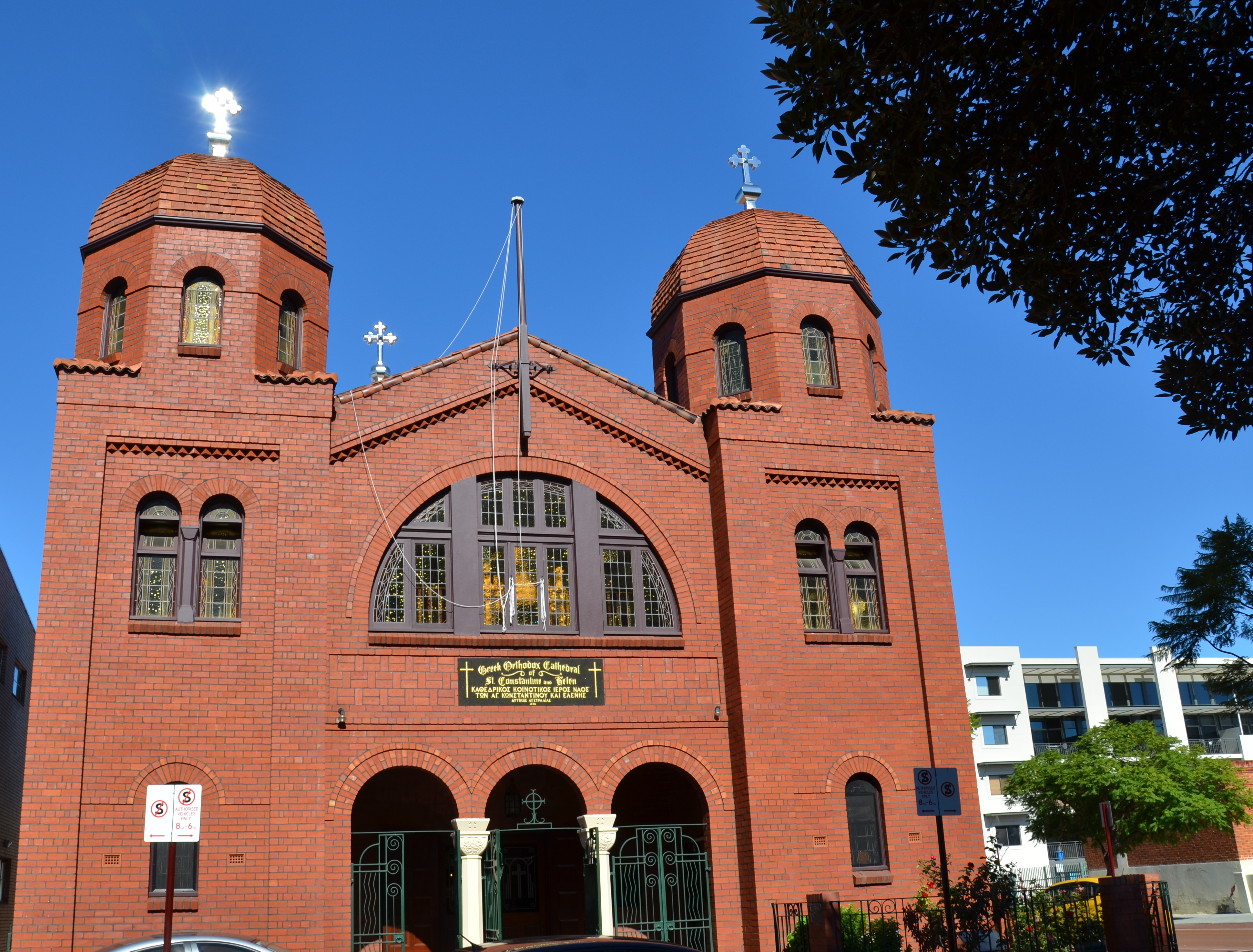
Katedra od frontu
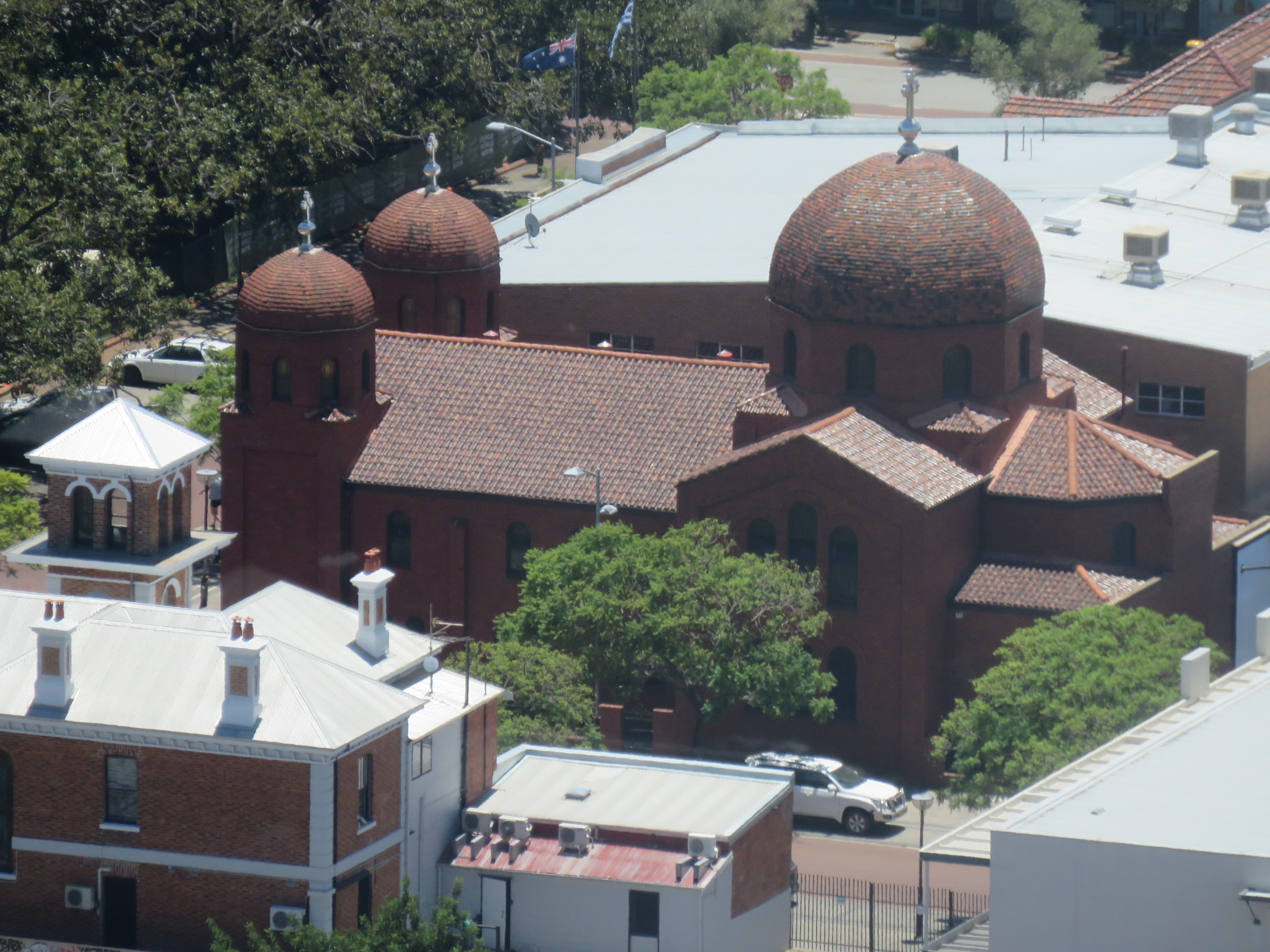
Widok katedry i dzwonnicy